# جمشت
الجَمَشْت أو البَنْفَش أو الجمست أو الأمِتِست (أو الأماثيست) هو حجر كريم بنفسجي صبغه مركب من حمرة وردية وسماوية وهو يشمل عدة أنواع من الكوارتز البنفسجي الذي غالباً ما يستخدم في صناعة المجوهرات. وقد ورد في كتاب خواص الجواهر الذي ألفه يعقوب بن إسحاق الكندي في القرن التاسع أن الجمشت حجر كانت العرب تستحسنه وتزين آلاتها.

## التأثيل

### جمشت وجمست
أصلهما فارسي من «گمست» وهو حجر كريم ذو ألوان يُقال له بالعربية الحجر المعشوق.

### أمتست
يعود اصل كلمة الأمتست إلى كلمة إغريقية قديمة مركبة وهي (باليونانية: ἀ)‏ بمعنى("لا") (باليونانية:  μέθυστος)‏ بمعنى("مخمور")، في إشارة إلى الاعتقاد بأن هذا الحجر يحمي مرتديه أو صاحبه من السكر أو الإفراط في شرب الخمر.
في حضارة الإغريق القديمة وعند روما القديمة ارتدى الناس حجر الجمشت وصنعوا منه كؤوس للشرب في اعتقاد منهم أن هذا الحجر من شأنه أن يمنع التسمم.
اتضح مؤخراً أن الجمشت قد يحتوي على بعض الكبريت في تركيبه الكيميائي.

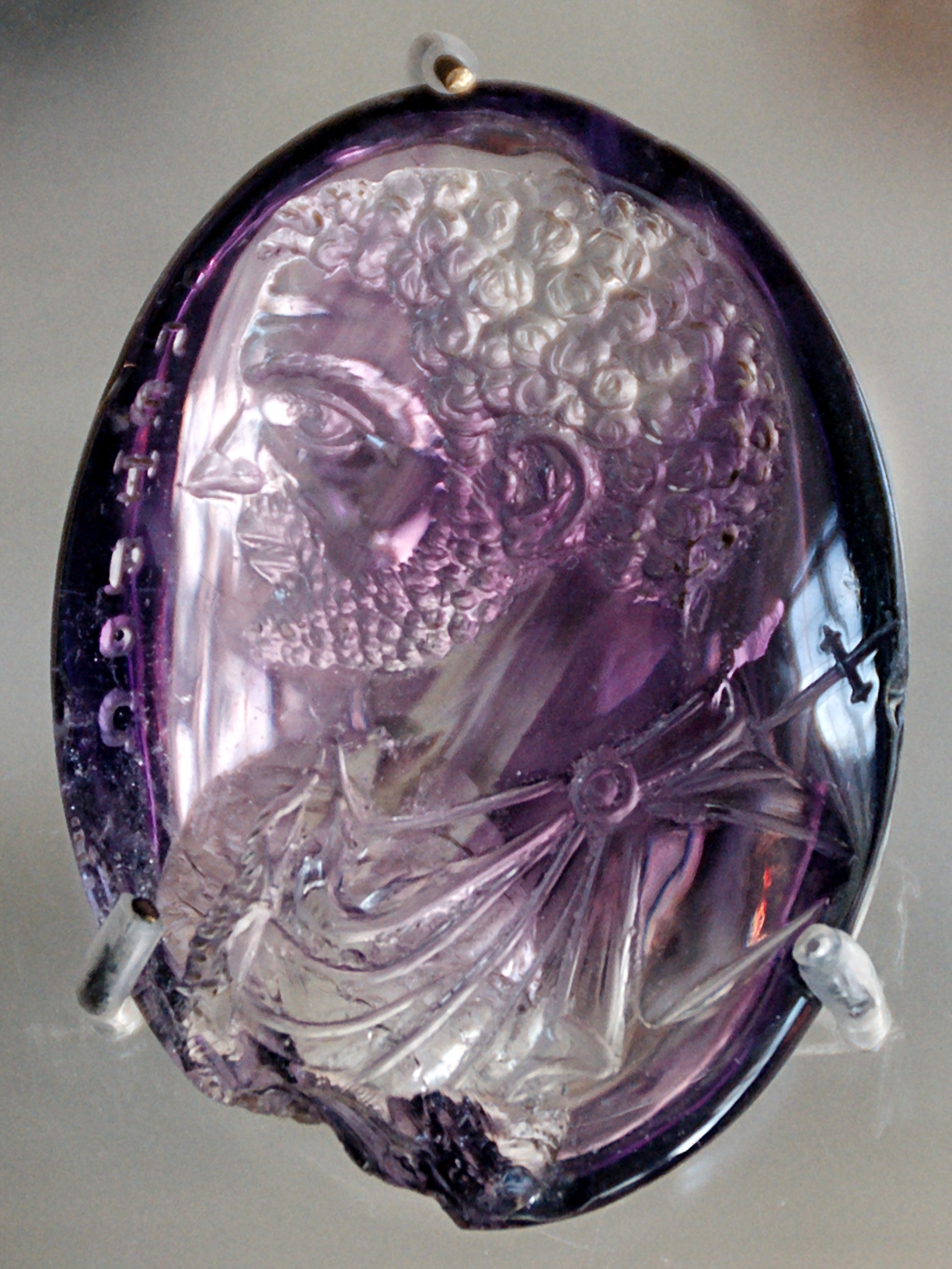
بورتريه مرسوم داخل قطعة من الجمشت